# Гоба (метеорит)
Гоба (англ. Hoba) — залізний метеорит масою близько 60 тонн. Це найбільший метеорит, знайдений на Землі.

## Відкриття метеорита
Цей залізний метеорит масою 60 тон і об'ємом 9 м³ було знайдено на території сучасної Намібії поблизу Грутфонтейна 1920 року. Назву отримав від назви ферми (англ. Hoba West Farm), на території якої був знайдений власником. За його словами, він знайшов метеорит, обробляючи своє поле[джерело?].

## Загальні відомості

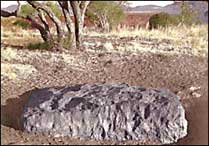
Метеорит Гоба

Метеорит упав на Землю приблизно 80 тисяч років тому[джерело?] і був виявлений цілком випадково, бо вже не залишилося ані кратера, ані інших слідів падіння. Вочевидь атмосфера сповільнила падіння метеорита, тому великих викидів енергії не відбулося.
Метеорит Гоба — це щільне металічне тіло. Його горизонтальні розміри 2,95 × 2,84, а висота змінюється від 0,5 до 1,2 м. На 84 % складається із заліза, на 16 % — із нікелю з невеликими домішками кобальту. Зверху метеорит вкритий гідроксидами заліза. Загалом метеорит як мінерал — це багатий на нікель атаксит. Цікавий він тим, що має порівняно пласку та гладеньку поверхню.

## Охорона метеорита

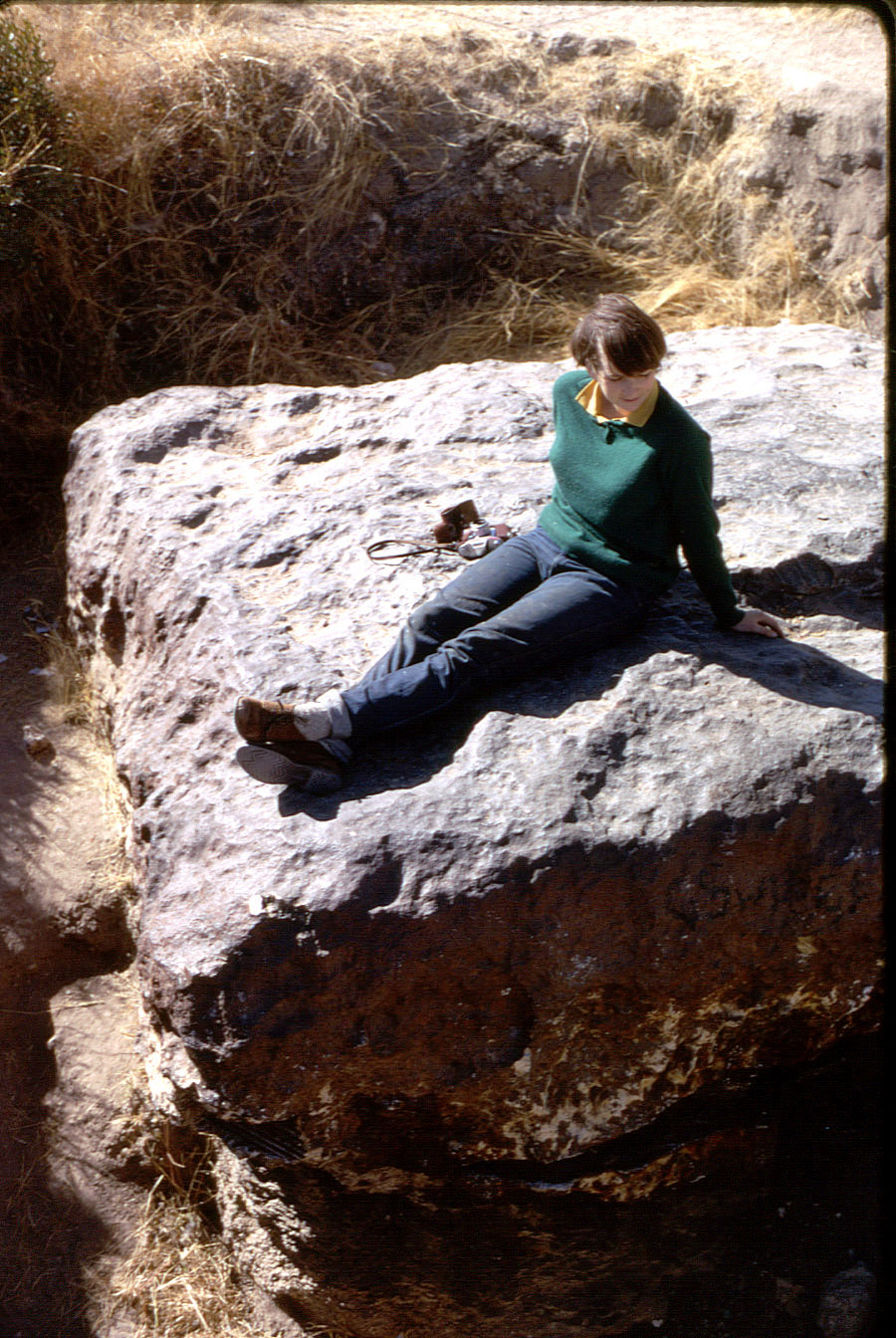
Метеорит Гоба 1967 року

Припускають, що під час падіння маса метеорита становила близько 90 тонн. 1920 року, за підрахунками, він важив близько 66 тонн (метеорит ніколи не зважувався). Але через ерозію, наукові дослідження й вандалізм метеорит зменшився приблизно до 60 тонн. Це спонукало владу (тоді — Південно-Західної Африки) у березні 1955 року оголосити метеорит національною пам'яткою для того, щоб захистити його від зазіхань вандалів.
1985 року компанія Rossing Uranium Ltd. передала владі Намібії кошти для посилення заходів із захисту метеорита від вандалів. 1987 року власник ферми Західна Гоба (англ. Hoba West) пожертвував метеорит і землю, на якій він лежить, державі. Після цього влада на цьому місці відкрила туристичний центр. Щороку на метеорит приїздять подивитися тисячі туристів. Отже, минуло понад 60 років з моменту відкриття як метеорит захистили від вандалів.